# Valdepiélagos
Valdepiélagos es un municipio y localidad española del norte de la Comunidad de Madrid. El término municipal tiene una población de 619 habitantes (INE 2024). El 3 de mayo de 1801 adquirió el título de Villa.

## Símbolos

### Escudo de armas
El escudo de armas fue adoptado oficialmente por la resolución del 18 de noviembre de 1991, publicado en el Boletín Oficial de la Comunidad de Madrid el 27 de noviembre del mismo año, por la que se aprueba el escudo heráldico para el ayuntamiento de Valdepiélagos.

### Bandera municipal
La bandera municipal fue adoptada oficialmente en el  acuerdo del 29 de agosto de 2017, publicado en el Boletín Oficial de la Comunidad de Madrid el 19 de septiembre del mismo año, por la que se aprueba la bandera municipal para el ayuntamiento de Valdepiélagos.

## Origen etimológico
La etimología de Valdepiélagos no es completamente precisa, pero los etimólogos e historiadores han arrojado dos versiones acerca del nombre de esta localidad:
- Valdepiélagos proviene de la unión del apócope de valle, que designa a la porción de tierra llana flanqueada por montes, montañas o cerros; y de piélago, término poético para referirse al mar y por extensión a su inmensidad, amén de la acepción antigua de estanque o balsa. Dichas afirmaciones vendrían a decir que el significado de Valdepiélagos sería el de valle de muchas aguas.
- Valdepiélagos también fue el lugar elegido por los antiguos vecinos de Talamanca de Jarama para secar las pieles al sol, orearlas y después curtirlas. De este modo, y si atendemos a la etimología de los pueblos de la zona, cuyos nombres en la mayoría de los casos derivan de los productos propios que proporcionaban, en el nombre de Valdepiélagos encontramos la partícula piel, que añade un matiz histórico a la etimología del municipio a la vez que separa la parte final lagos, que nuevamente refiere a sus múltiples corrientes y acuíferos.

## Ubicación y comunicaciones
La villa de Valdepiélagos se sitúa en el flanco noreste de la Comunidad de Madrid, lindando al este y al norte con la provincia de Guadalajara y al suroeste con el municipio de Talamanca de Jarama.
En cuanto a las comunicaciones, dos carreteras comarcales atraviesan el municipio: la M-120 proveniente en un sentido de Mesones y de Talamanca de Jarama en el otro, y la M-125, proveniente de El Cubillo. Si se quiere acceder a Valdepiélagos se pueden tomar la A-1 con dirección Burgos y salir por la salida 50 para tomar la carretera nacional N-320 dirección Guadalajara, o se puede tomar esta última carretera si se viene desde la citada provincia castellano-manchega.

## Clima
La ubicación de Valdepiélagos a 744 m de altura media sobre el nivel del mar y su localización en el medio de la península provocan un duro clima continental que genera veranos calurosos con temperaturas medias de 24 °C y máximas que sobrepasan los 35 °C, e inviernos crudos con 5 °C de media, en los que el frío no falta aunque la nieve no suela abundar. En cuanto a la primavera y el otoño, las temperaturas son más suaves y suelen constituir, junto al invierno, las épocas de precipitaciones, cuya media ronda anualmente los 530 mm.

## Vegetación
La vegetación de Valdepiélagos es diversa pero muy característica de la zona continental e interior del país:
- Vegetación de campiña: formada principalmente por jaras, aulagas, tomillos, romeros, retamas, cantueso, lavanda, zarza...
- Vegetación de ribera: en la que predominan chopos y sauces. Cabe destacar también los olmos, y más concretamente los restos de una gran olmeda que se abría a la entrada al pueblo y que fue diezmada por la grafiosis allá por los tempranos años 1980.
- Vegetación de cultivo: esencialmente y por este orden, trigo, olivo y cebada.

## Turismo

### Lugares de interés

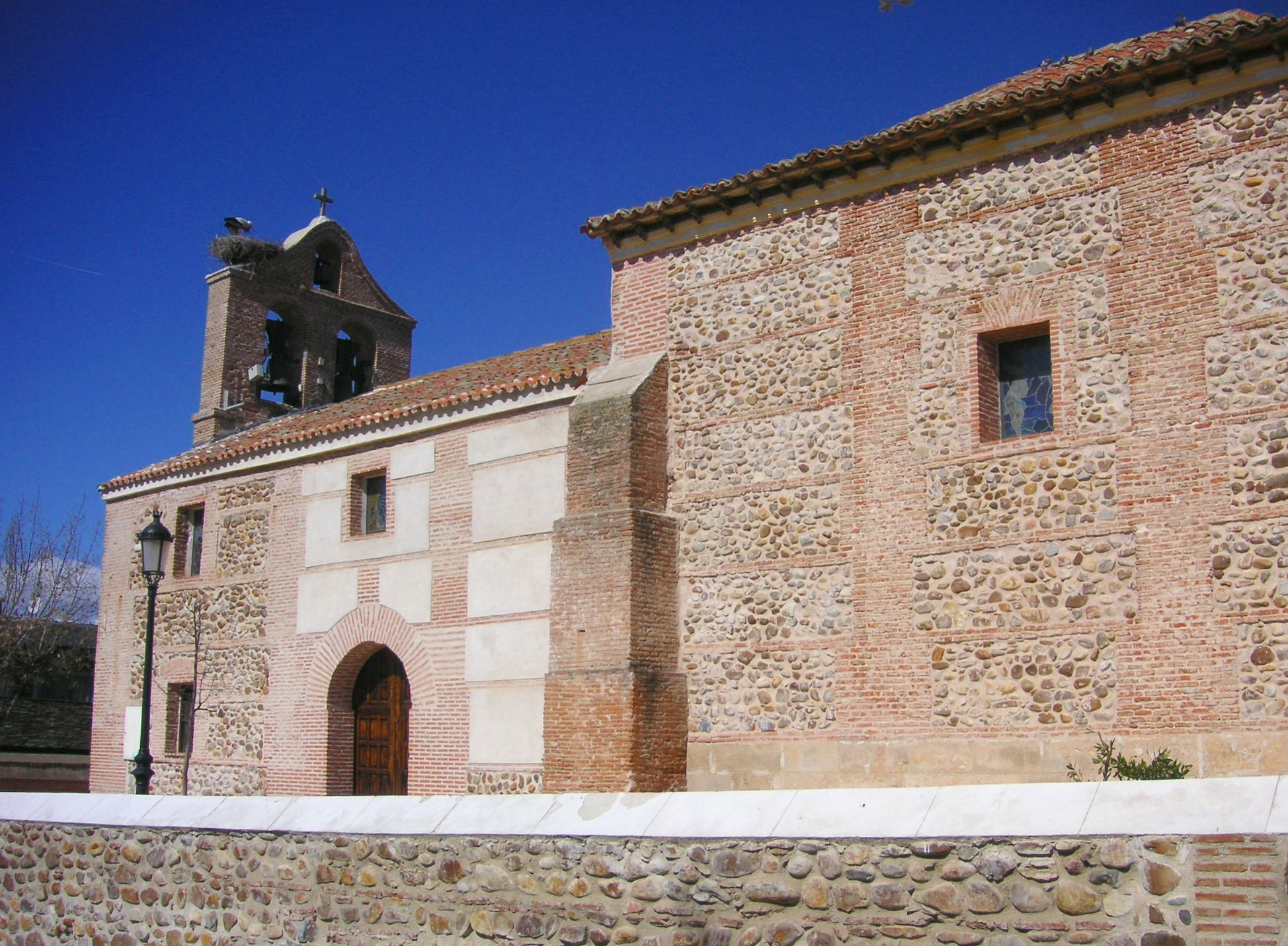
Iglesia de la Asunción de Nuestra Señora y barbacana circundante.

- Iglesia parroquial de la Asunción de Nuestra Señora: única iglesia del pueblo cuyo origen se remonta al siglo XVI (1552), Iglesia de la Asunción de Nuestra Señora y barbacana circundante.se halla ubicada en el centro del pueblo y defendida por una barbacana; su planta es rectangular y sus muros de canto rodado encajados en hileras de ladrillo. Posee una espadaña para tres campanas, dos grandes y una más pequeña, con una cruz que lo corona, junto al típico nido de cigüeñas. En el interior del templo, dividido en dos partes por un enorme arco de medio punto, se descubre el coro, protegido por una balaustrada de madera, y opuesto a él el retablo, situado en el altar mayor y formado por tres cuerpos. De estilo barroco, la mayor parte del retablo fue traído hasta Valdepiélagos desde la vecina localidad de Uceda, al que luego se añadieron posteriores aportaciones de la mano de los tallistas Víctor Arroyo y Navarrete; entre las tallas más representativas destacan las de San Isidro, San Roque, la Virgen de la Soledad y en una hornacina presidiendo el altar, la Asunción de Nuestra Señora. Cabe destacar las dos tallas que se encuentran en el Museo Diocesano de Alcalá de Henares: una piedad de 1766 y una virgen entronizada de estilo románico, de bastantes siglos más antigüedad y que constituye la pieza maestra del conjunto. Finalmente, ya como curiosidad, decir que durante la Guerra Civil, aparte de sufrir grandes daños en estructura y ornamentación, la iglesia fue ocupada e hizo las veces de sede para los milicianos.
- Fuente Vieja y Fuente de la Tejera: la primera, un pilón de cuyo caño emanaba agua de manantial, era utilizada por las mujeres de la época como lavadero; a mitad de siglo fue sepultada hasta que en 2006 el Ayuntamiento decidió descubrirla de nuevo, restaurarla y devolverle su sitio. En cuanto a la Fuente de la Tejera, se trata de una fuente construida en 1908 en el lugar que ocupaba una vieja fábrica de tejas (de ahí su nombre), de la cual manaba agua de manantial antes de que se sustituyera por la corriente del Canal de Isabel II.
- Ermita de la Soledad: ubicada en la entrada al cementerio, fue restaurada en su día y actualmente carece de funcionalidad. Otrora albergaba la imagen de la Virgen de la Soledad (hoy en día en la iglesia parroquial), la cual era venerada y ofrendada en dicha capilla.

### Fiestas de la Villa
- Cabalgata de Reyes: el día 5 de enero se realiza un pasacalle por todas las calles de la localidad para acompañar a los Reyes Magos de Oriente, los cuales van montados en su carroza junto a sus pajes o bien andando alumbrados por las luces de las antorchas.
- Carnavales: dependiendo de la fecha en que caiga cada año, se organiza el ya tradicional concurso de disfraces y se ameniza la fiesta con charangas, chocolate y churros.
- San Isidro: . Para conmemorar esta festividad se disparan fuegos artificiales, se celebran dos lidias de toros, hay orquestas por las noches para amenizar el ambiente, desfile de peñas, se sacan a pasear los Gigantes y Cabezudos, se celebran triduos en honor al santo patrón..., entre otras atracciones. Las fiestas suelen cerrarse en domingo con una gran paellada para sus habitantes a la que están invitados todos los foráneos que deseen acudir.
- San Roque: copatrón de la localidad, su fiesta se celebra el 16 de agosto, el día que precede a la fiesta de la Asunción de la Virgen. En San Roque, tras la misa en honor al patrón y la respectiva y típica subasta, se da una gran limonada en la Plaza Mayor y se continúa con orquesta hasta que llega la madrugada.
- San Miguel: cada año más en decadencia por la restricción de quema en los meses de verano y próximos, esta celebración reunía a los más jóvenes de la localidad varios días antes para acumular cualquier material combustible y realizar con él una gran hoguera que finalmente era quemada la noche del día de San Miguel, 29 de septiembre.

## Historia
Para entender la historia de Valdepiélagos hay que remontarse hasta los oscuros y difusos tiempos de los siglos X y XI, concretamente hasta 1085, momento en el que el reino de Toledo es arrebatado al poder islámico por Castilla, hecho que carecería de especial de relevancia si no se hubieran encontrado, como únicos restos arqueológicos hasta la fecha y a tenor de la afirmación que mantiene el historiador Quintano Ripollés, unas monedas con inscripciones coránicas en el término del municipio en cuestión durante alguna esporádica prospección. En cualquier caso, unas monedas no bastan para poder determinar que el pueblo de Valdepiélagos se fundara o existiera como tal por aquel entonces (como sí se puede afirmar con la vecina población de Talamanca de Jarama mediante numerosas pruebas históricas que apuntan directamente a su fundación mora), pero sí son suficientes para corroborar la existencia de asentamientos musulmanes, de mayor o menor envergadura y duración, que se establecieron en este paraje durante las décadas próximas al fin del primer milenio, y que con su presencia suponen los primeros moradores del lugar de los que se tiene una constancia tangible. 

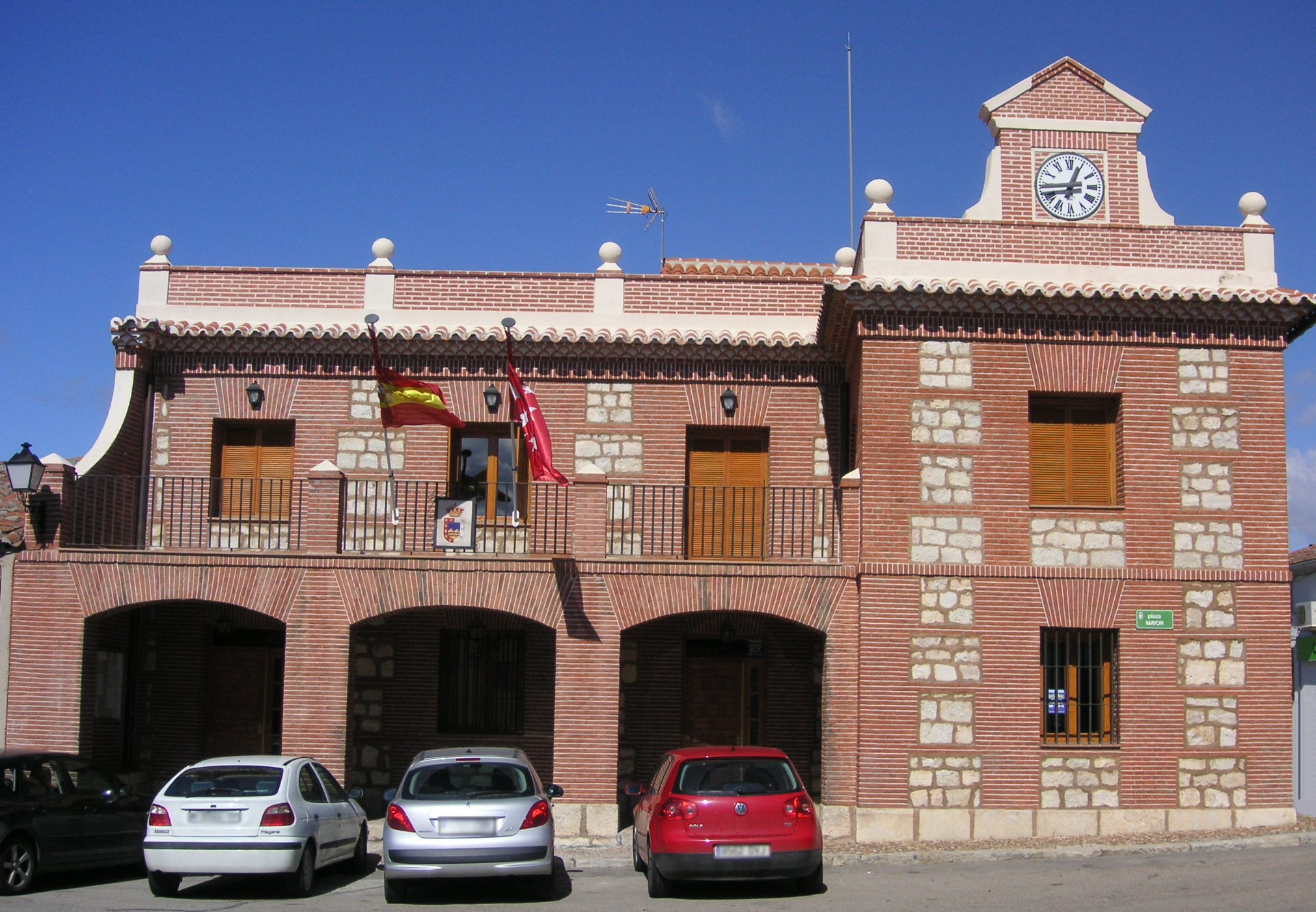
Fachada del Ayuntamiento de Valdepiélagos en la Plaza Mayor, centro del municipio

No obstante, el nombre de Valdepiélagos, como tal, no será registrado en un documento oficial hasta el 15 de marzo de 1335, concretamente en un privilegio otorgado por Alfonso XI de León a Gonzalo Ruiz de la Vega, su vasallo, como recompensa por los servicios que le había prestado al rey y en el que le hacía merced de:
[...] los dineros que su majestad había y debía haber en todos los lugares de Valdepiélagos y de todas otras cosas que le pertenecían haber en dichos lugares para que fueran del dicho Gonzalo Ruiz y de los que vinieran por su juro de heredad[...] 
En el Archivo Histórico Nacional se halla otro privilegio de Juan II, dado en Valladolid el 22 de julio de 1420, que es confirmado por el anterior y que vincula a Valdepiélagos con los Lasso de la Vega (Leonor de la Vega, hija de Garcilaso de la Vega y sobrina de Gonzalo Ruiz de la Vega).
Por el citado año 1335, la aldea de Valdepiélagos tenía como señor al arzobispo de Toledo, ya que era un señorío jurisdiccional eclesiástico adscrito a la Comunidad y Tierra de Talamanca, de la que era aldea. Esta situación permaneció así hasta el siglo XVI, cuando Felipe II solicitó al papa Gregorio XIII una bula para sacar algunos territorios de los señoríos eclesiásticos con el propósito de obtener fondos; en 1574 el señorío de Talamanca pasa a manos del Marqués de Muñón, que se convertirá desde ese momento en Señor de Valdepiélagos, sustentando este título tan solo durante diez años, pues en 1585 decide venderlo. García de Alvarado lo adquiere y durante casi un siglo permanece en esta familia, hasta que finalmente en 1969 sus descendientes, Villamar y Aguilar, venderán a su vez esta jurisdicción a Teresa Sarmiento de la Cerda y Mendoza, duquesa de Béjar, donde quedó hasta que a principios del siglo XIX fueron definitivamente abolidos los señoríos en España.
No obstante y a pesar de ser aldea y contar con población propia, Valdepiélagos aún dependía del señor jurisdiccional y del correspondiente consejo de la Villa de Talamanca. A medida que fueron transcurriendo los siglos y la villa vecina de Talamanca fue perdiendo poderío, las aldeas que bajo su pertenencia se hallaban fueron escapando de su jurisdicción y comprando el estatus de “Villa”. Como reflejan las Relaciones Topográficas mandadas hacer por Felipe II hacia 1590, Valdepiélagos era posesión de Talamanca junto con otras dos aldeas:
[...] La dicha villa de Talamanca tiene tres aldeas que son Zarzuela, Valdepiélagos y Alalpardo, que todas tienen como 250 vecinos, y la una está dos leguas de Talamanca, que es Alalpardo, y otro tanto Zarzuela, y Valdepiélagos media legua. [...]
Tuvieron que pasar muchos años hasta que le llegara a Valdepiélagos su oportunidad de liberarse de “los costosos e insufribles gastos y gravámenes que le ocasionaba la villa de Talamanca, por tener ésta jurisdicción ordinaria”. Apoyada en todo momento por su dueña, la duquesa de Béjar, la cual tenía potestad de nombrar a los alcaldes mayores y ordinarios, la aldea finalmente vio cumplido su deseo el 3 de mayo de 1801, cuando el rey Carlos IV le entregó el tan ansiado título de Villa y le libró del yugo de Talamanca, como se puede leer en la cédula que ese mismo día salió de Aranjuez:
[...] El rey (y en su nombre) don Juan Ignacio de Arizaleta, oficial de mi secretaría de Gracia y Justicia de mi Consejo de la Cámara y del Estado de Castilla. Sabed, que por despacho del día de la fecha de esta mi cédula he hecho merced al lugar de Valdepiélagos de eximirle y sacarle de la jurisdicción de la villa de Talamanca, intendencia de Guadalajara, haciéndola villa de por sí y sobre sí, con jurisdicción civil y criminal alta y baja mero mixto imperio en primera instancia en la forma ordinaria. [...] 
El siguiente día 8 de mayo se produciría la inhibición y el deslinde del término, el día 13 se le daría posesión del villazgo y el 17 se efectuarían los padrones para el reparto de las contribuciones. Como signos externos que simbolizaban la posesión de la jurisdicción propia, la estrenada Villa de Valdepiélagos se apresuró a colocar la horca, para ajusticiar a los plebeyos; la picota para exhibir las cabeza de éstos ajusticiados; y el cuchillo, que aportaba la significación del derecho que poseía la villa para gobernar, castigar y hacer cumplir las leyes. Estos símbolos fueron fijados en el Cerro de la Dehesa, mirando al mediodía, confrontados con la iglesia parroquial. El motivo de ponerlos allí, a la entrada de la población, radicaba en que era el lugar idóneo para que todo el mundo los contemplara y sirviera de ejemplo (la picota) y de advertencia (la horca y el cuchillo) a propios y extraños. 
Con la instauración de las Cortes de Cádiz, en 1812, el municipio quedará incorporado al territorio nacional al ser abolidos los señoríos por dicha cámara, pasando desde este momento a pertenecer a la provincia de Guadalajara. Con la reestructuración provincial llevada a cabo por Javier de Burgos, en 1833 Valdepiélagos entrará a formar parte de la provincia de Madrid, manteniéndose así hasta nuestros días.
Hacia mediados del siglo XIX, el lugar tenía contabilizada una población de 314 habitantes. La localidad aparece descrita en el decimoquinto volumen del Diccionario geográfico-estadístico-histórico de España y sus posesiones de Ultramar de Pascual Madoz de la siguiente manera:

VALDEPIÉLAGOS: v. con ayunt. de la prov. y aud. terr. de Madrid (8 leg.), part. jud. de Colmenar Viejo (5), c. g. de Castilla la Nueva, dióc. de Toledo (20): sit. en un valle dominado por cerros por N. E. y S., la combate con mas frecuencia el viento O. y su clima es templado, padeciéndose por lo comun intermitentes. Tiene 87 casas de mediana construccion, la de ayunt. que sirve á la par de cárcel, escuela de primeras letras comun á ambos sexos, dotada con 720 rs. y 30 fan.de trigo; 2 fuentes de buenas aguas aunque gruesas, para uso de los vec. y una igl. parr. (la Asuncion) con curato de primer ascenso y de provision ordinaria: en los afueras se encuentra una ermita, Ntra. Sra. de la Soledad, y el cementerio en sitio saludable. Confina el térm. N. Uceda; E. Mesones; S. Casas de Talamanca, y O. Talamanca; se estiende una leg. por N. y S. y 1/2 por E. y O. y comprende una granja con 3 casas de labor, llamada el Ondon, que pertenece en su mayor parte al marqués de Revilla. Le cruza un pequeño arroyo á 1/4 leg. N. El terreno es de buena calidad; en particular para trigo. caminos: de herradura que dirigen á los pueblos limítrofes. El correo se recibe en Torrelaguna, una vez á la semana. prod.: trigo, cebada, centeno, avena, garbanzos de buena calidad, habas, algarrobas, tilos, vino y aceite; mantiene ganado lanar, vacuno, algo mular y de cerda y cria caza de liebres y perdices con abundancia. pobl.: 65 vec., 314 alm. cap. prod.: 2.103,233 rs. imp.: 95,023. contr.: 9'65 por 100.
(Madoz, 1849, p. 288)

## Demografía
Cuenta con una población de 619 habitantes (INE 2024).
| Gráfica de evolución demográfica de Valdepiélagos entre 1842 y 2021                                                   |
| |
| Población de derecho según los censos de población del INE. Población de hecho según los censos de población del INE. |

| 314                       | 324 | 341 | 391 | 292 | 319 | 327 | 306 | 377 | 416 | 441 | 570 |
| (Fuente: INE [Consultar]) |     |     |     |     |     |     |     |     |     |     |     |

## Transporte público
Cuenta con dos líneas de autobús, una de ellas conectando con Madrid capital, si bien es cierto que tan solo dispone de unos servicios diarios muy reducidos. Ambas están operadas por la empresa ALSA y son:
| Línea | Recorrido                                         |
| ----- | ------------------------------------------------- |
| 197   | Madrid (Plaza de Castilla) – Torrelaguna          |
| 197E  | Torrelaguna - Valdepiélagos - Talamanca de Jarama |

## Economía
La economía de Valdepiélagos se fundamenta en los siguientes pilares:
- La agricultura: con cultivos de trigo, olivo y cebada.
- La ganadería: la cual ha ido decayendo en los últimos años hasta desaparecer por completo.
- El comercio: con establecimientos de bienes de consumo como supermercados, carnicería, panadería..., talleres de automóviles, bares...
- Otros: como la construcción y la mediana y pequeña empresa.

## Gastronomía
- Puches: típicos del 1 de noviembre, día de Todos los Santos, se cocinan con harina, agua, anís y azúcar, y se le añaden picatostes.
- Migas: muy típicas de las matanzas, se suelen cocinar con pimentón, ajo, chorizo, panceta, uvas... en cualquier época del año.
- Morcillas y chorizos: hechos artesanalmente durante los días de matanza por las distintas familias del municipio.
- Mantecados, bollos de aceite, tortos, magdalenas y roscón de reyes: fabricados en el horno de pan de El Recio, su popularidad es grande en toda la región y en ciertas partes de España.

## Educación
En Valdepiélagos existe una Casa de Niños pública y un colegio unitario también público.

## Ecoaldea

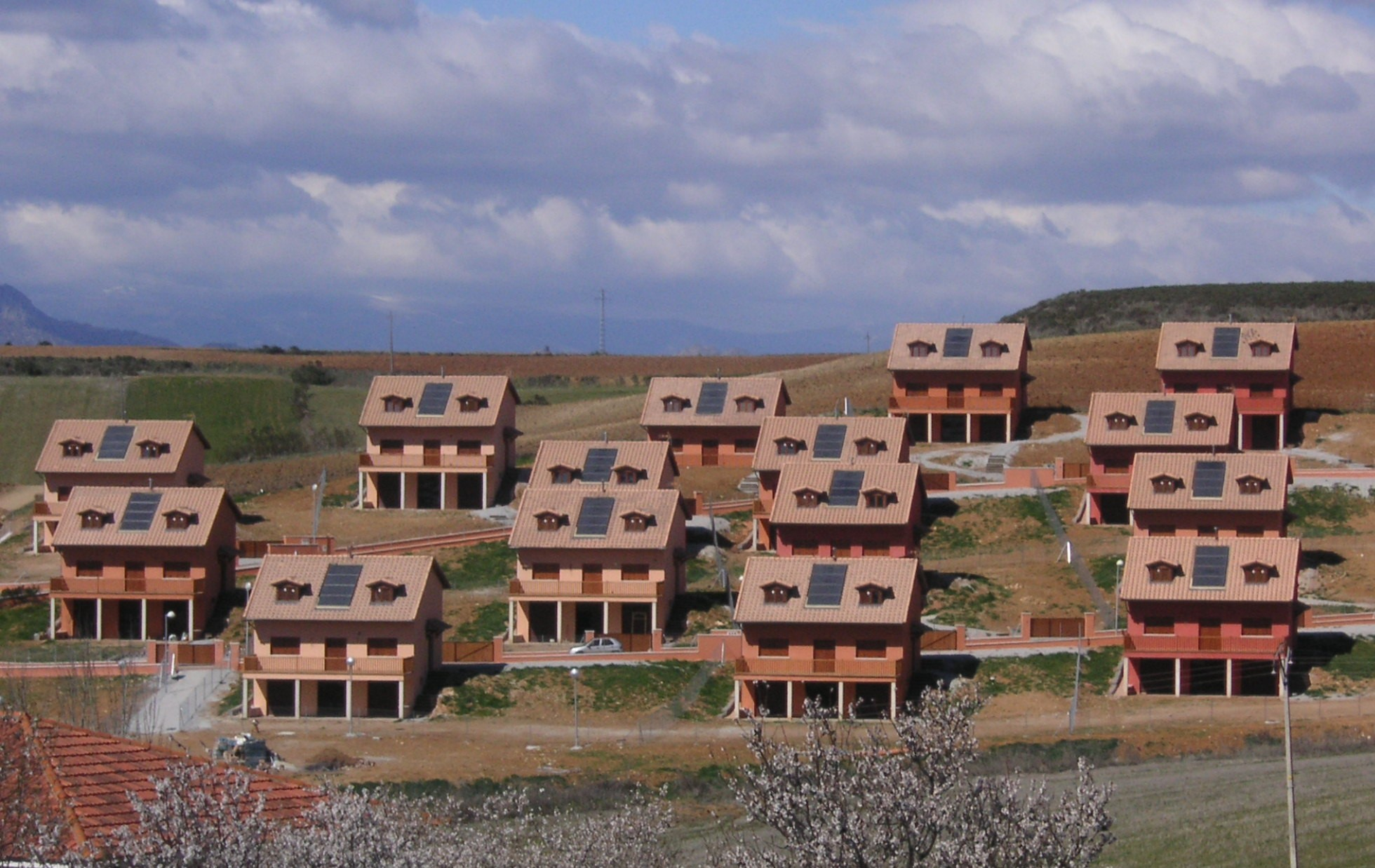
Vista de parte de la Ecoaldea de Valdepiélagos.

En 1996, como resultado de las preocupaciones de un grupo de personas por minimizar el impacto negativo que la vivienda ejerce sobre el Medio Ambiente, nace "La Ecoaldea", un proyecto pionero cuya filosofía reside en la creación de una treintena de casas verdaderamente ecológicas, casas que se supongan un ciclo ecológico en el cual todo se recicla y nada se pierde.

## Curiosidades/Trivia
- En 1947 un rayo descargó sobre la torre del campanario de la iglesia parroquial, partiéndolo y dejándolo inservible. Los vecinos de la villa le cantaron entonces al obispo:

Señor obispo/ le pedimos por favor/ que nos arregle la iglesia/ que un rayo la destrozó.

- Valdepiélagos puede presumir de ser el único municipio de España en el que se celebran unas elecciones primarias previas a las municipales en las cuales se eligen las personas que formarán la lista definitiva del CIV (Candidatura Independiente de Valdepiélagos), el partido propio del pueblo que concurrirá a las elecciones de alcaldes. Cada vecino empadronado dispone de una papeleta en la que puede incluir hasta siete nombres, siete vecinos que considere él o ella óptimos para defender los intereses de su municipio.
- La brujería también llegó hasta Valdepiélagos. María de Espolea, una aldeana conocida en el pueblo como La Pastora, fue presentada frente al Tribunal de la Santa Inquisición de Toledo en 1640 con la acusación de practicar la brujería. Durante el juicio se desvelaron los macabros hechos por los cuales se la acusaba, amén de sus rituales a la hora de practicar la supuesta hechicería. A pesar de los indicios existentes, la sangre no llegó a la hoguera y su pena quedó en acciones penales suaves.
- El director de teatro y del Centro Dramático Nacional Juan Carlos Pérez de la Fuente se crio y pasó sus primeros años de vida en Valdepiélagos.